# Iulia Curea
Iulia Vasilica Curea (født 8. April 1982 i Bacău, Rumænien) er en kvindelig håndboldspiller fra Rumænien som spiller venstre fløj for CSM Bucuresti og Rumæniens landshold.
Hun har tidligere spillet for CS Oltchim Râmnicu Vâlcea.